# Лев зимой (пьеса)
«Лев зимой» (англ. The Lion in Winter) — историческая пьеса американского писателя Джеймса Голдмена, посвященная взаимоотношениям в семье Генриха II и Алиеноры Аквитанской.
Премьера пьесы состоялась на Бродвее в 1966 году. Через два года она была экранизирована в первый раз, в 2003 году — во второй (см.ниже).

## Синопсис
1183 год. Во время предстоящих Рождественских празднеств король Англии Генрих II, чья жизнь уже клонится к закату, должен встретиться с королём Франции, Филиппом II Августом в замке Шинон (резиденция английского короля в его французских владениях). По такому случаю туда же прибывают жена Генриха II Алиенора Аквитанская, которую король десять лет держит в заключении за участие в заговоре против него, и трое их сыновей — Ричард (будущий король Ричард Львиное Сердце), Джеффри и Джон (будущий король Иоанн Безземельный). Здесь присутствует и сестра Филиппа II Августа, французская принцесса Алиса — воспитанная при английском дворе, она должна стать невестой наследника престола, но уже стала любовницей короля Генриха…
Все участники встречи преследуют свои цели. Генрих хочет договориться с «мальчишкой» Филиппом Августом о мире на границе их владений — так необходимом королю в последние годы его жизни. Но юный французский король вовсе не прост, он, напротив, хочет войны, а для этого ему нужно ослабить английского монарха, спровоцировав ссору между Генрихом и его сыновьями. Ведь наследник английского престола не назван: по праву первородства им должен стать Ричард, ему благоволит и владелица Аквитании Алиенора, но Генриху ближе Джон, при этом не намерен сдаваться и обойденный родителями Джеффри — у него своя интрига, он намерен столкнуть братьев и отца с тем, чтобы оказаться первым в ряду претендентов на корону. Алиенора, хоть и расположена к Ричарду, но больше всего озабочена тем, чтобы вернуть себе свободу. Алиса больше не хочет быть игрушкой непостоянного Генриха и властолюбивого брата…
В ходе развития сюжета герои будут отчаянно интриговать друг против друга, не брезгуя ничем, чтобы добиться своего. Однако в итоге выясняется, что, как это ни парадоксально, духовное родство и взаимопонимание в семье сохранилось только между Генрихом и его пленницей Алиенорой.

### Действующие лица
- Генрих II Плантагенет — король Англии
- Алиенора Аквитанская — его супруга
- Ричард I Львиное Сердце — их старший (из выживших) сын, наследник престола
- Джеффри II Плантагенет (герцог Бретани) — второй сын
- Иоанн Безземельный — третий сын
- Филипп II Август — король Франции
- Элис — сестра Филиппа, любовница Генриха

### Постановки

#### В России
- Театр Вахтангова, Москва: 1997. В ролях: Василий Лановой[1]
- Театр Сатирикон, Москва: 1999. Реж. Игорь Войтулевич[2]. В ролях: Юрий Лахин, Мария Иванова.
- «Молодёжный театр на Фонтанке», Петербург: 2007 год. В ролях: Валерий Кухарешин, Алла Одинг, Андрей Кузнецов, Роман Нечаев, Александр Андреев, Ольга Медынич, Александр Удальцов, Константин Дунаевский. Реж. Михаил Черняк.
- Ленком, Москва: 8 октября 2010 года под названием «Аквитанская львица»[3]. В ролях: Инна Чурикова (Алиенора Аквитанская), Дмитрий Певцов (Генрих II), Сергей Пиотровский (Ричард), Дмитрий Гизбрехт (Джеффри), Игорь Коняхин (Джон) и др.
- Тульский театр драмы им. М. Горького, Тула: 26 декабря 2012 года под названием «Аквитанская львица»[4]. В ролях: Наталья Савченко (Алиенора Аквитанская, королева Англии), Дмитрий Краснов (Генрих II, король Англии), Алексей Соловьёв (Ричард), Дмитрий Вихрян/Евгений Маленчев (Джефри), Сергей Сергеев (Джон), Сергей Пыжов (Филипп, король Франции), Полина Шатохина (Эллис, французская принцесса). Режиссёр — Дмитрий Краснов.

#### В Восточной Европе
- 2000 — Национальный академический драматический театр им. Ивана Франко — «Я, Генри II» по мотивам пьесы Дж. Голдмена. Режиссёр: Юрий Кочевенко.[5]
- 2011 — Национальный академический драматический театр им. М. Горького, Минск, Белоруссия — «Лев зимой». Режиссёр: Валентина Еренькова.[6]

## Экранизации
- Лев зимой (фильм, 1968) — в гл. ролях Питер О'Тул и Кэтрин Хепбёрн.
- Лев зимой (фильм, 2003) — в гл. ролях Гленн Клоуз и Патрик Стюарт. Реж. Андрей Кончаловский.